# 周灵
周灵（1966年12月—），男，壮族，广西来宾人，中华人民共和国政治人物，中国共产党党员。广西区委党校在职研究生学历，助理律师。

## 生平
1988年9月进入广西司法学校（今廣西政法管理幹部學院）法律专业学习。1990年7月毕业后回到来宾县参加工作，历任来宾县司法局干事、秘书，期间于1993年3月加入中国共产党。1997年7月起历任来宾县委办秘书、副股长、股长、办公室副主任。2002年7月出任中共来宾县桥巩乡党委书记，期间曾在中央党校函授学院本科班行政管理专业学习。2006年4月改任中共来宾市兴宾区迁江镇党委书记。
2007年，周灵升任来宾市市政管理局副局长、党组成员。2009年12月改任来宾市兴宾区政府副区长兼来宾市工业区管委会副主任。2010年6月升任来宾市粮食局局长，2011年12月出任来宾市交通投资公司董事长、总经理，西江投资公司副董事长，来华投资区管委会调研员。2014年9月改任来宾城建投资集团有限公司董事，期间亦曾于2012年至2014年在中共广西区委党校在职研究生班公共管理专业学习。2015年2月兼任来宾城建投资集团有限公司党委书记，并于2015年9月至次年1月参加了广西区委党校第33期中青年干部培训班。
2017年4月出任来宾市发展和改革委员会主任，为一级调研员。
2020年4月出任中共兴宾区委书记，同年7月31日，不再担任来宾市发展和改革委员会主任。
2021年6月18日，当选为来宾市第四届人大常委会副主任。9月29日，在来宾市第五届人民代表大会第一次会议上当选为来宾市人大常委会副主任。